# Mammootty

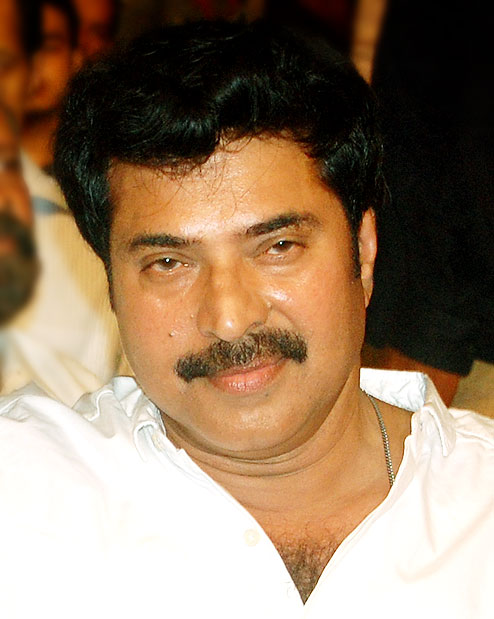
Mammootty (2010)

Mammootty (Malayalam മമ്മൂട്ടി), eigentlich P. I. Mohammed Kutty (* 7. September 1951 in Chandiroor, Travancore-Cochin), ist ein indischer Schauspieler, Produzent und Philanthrop. Bekannt wurde er durch seine Rollen in Malayalam-Filmen. Daneben spielte er in anderen indischen Regionalsprachen wie Tamil, Hindi, Telugu und Kannada. Während einer Karriere von mehr als drei Jahrzehnten spielte er in über 360 Filmen. Er erschien auch in der höchsten Zahl von Doppelrollen (neun) in Malayalam-Filmen.
Mammootty ist Direktor von Malayalam Communications Ltd., die die Malayalam-Kabelkanäle Kairali TV, People TV und WE TV betreibt.